# Palomonte
Palomonte é uma comuna italiana da região da Campania, província de Salerno, com cerca de 4.103 habitantes. Estende-se por uma área de 28 km², tendo uma densidade populacional de 147 hab/km². Faz fronteira com Buccino, Colliano, Contursi Terme, Sicignano degli Alburni.

## Demografia
| Variação demográfica do município entre 1861 e 2011                               |
|                                                                                   |
| Fonte: Istituto Nazionale di Statistica (ISTAT) - Elaboração gráfica da Wikipedia |